# Les Avirons
Les Avirons – miasto na Reunionie (departament zamorski Francji). Według danych INSEE w 2019 roku liczyło 11 650 mieszkańców.